# 聖羅薩利亞市 (波圖格薩州)

聖羅薩利亞市（西班牙語：Municipio Santa Rosalía），是委內瑞拉的一個市，位於該國西北部波圖格薩州，首府設於埃爾普拉永，面積1,029平方公里，2001年人口15,140，人口密度每平方公里14.7人。